# Schlierbach (Heidelberg)
Schlierbach ist mit 3.180 Einwohnern nach der erst allmählich wachsenden Bahnstadt der bevölkerungsärmste Stadtteil von Heidelberg.

## Geographie

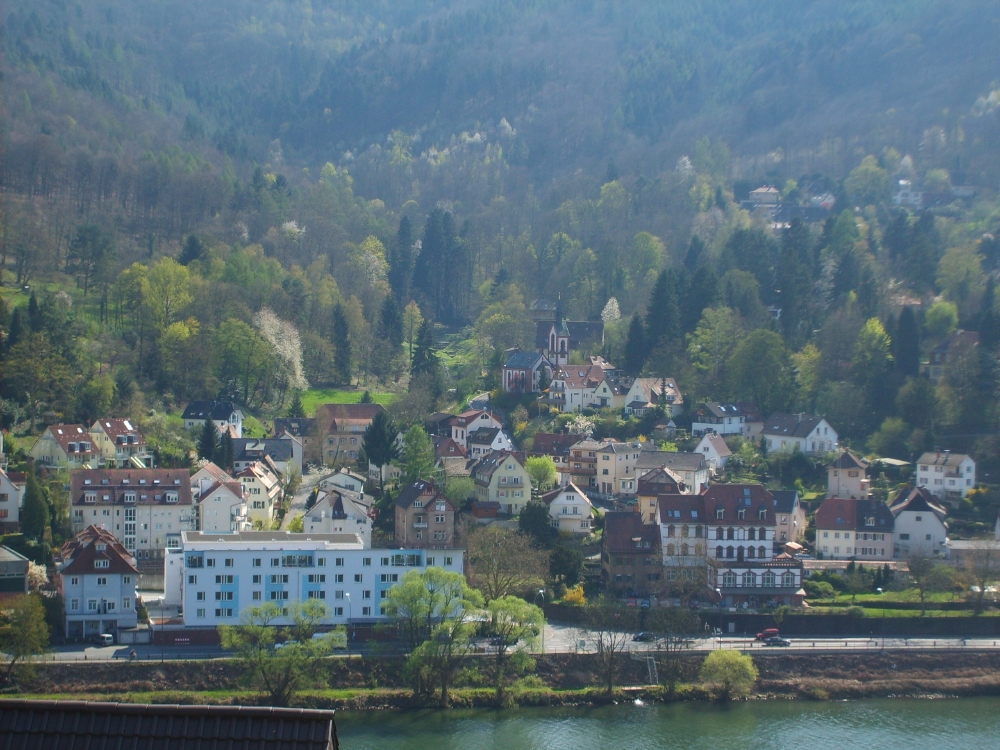
Schlierbach

Schlierbach liegt etwa zwei Kilometer östlich der Heidelberger Altstadt am linken Neckarufer. Die Bebauung liegt im Kern am Austritt des südlich zum Neckar abfallenden Schlierbachtals aus dem Königstuhl und zieht sich westlich und östlich davon den steilen Hang des Berges hinauf.

## Geschichte
Der Ort wurde 1245 erstmals urkundlich erwähnt und ist nach dem gleichnamigen Bach (v. mhd. slier – Lehm, Schlamm) benannt. Das ursprüngliche Fischer- und Schifferdorf wurde 1918 Standort der Orthopädischen Universitätsklinik. Heute zählt der Ort zu den gehobenen Wohngebieten Heidelbergs. Der Schloss-Wolfsbrunnenweg verbindet den Schlierbacher Wolfsbrunnen mit dem Heidelberger Schloss.

## Sehenswürdigkeiten
- Gutleuthofkapelle: 1430 errichtet, einschiffiger Kapellenbau mit halbkreisförmiger Apsis und teilweise erhaltenen mittelalterlichen Fresken
- Laurentiuskirche: 1901 errichtet, katholisch
- Bergkirche: evangelische Kirche aus dem Jahr 1910

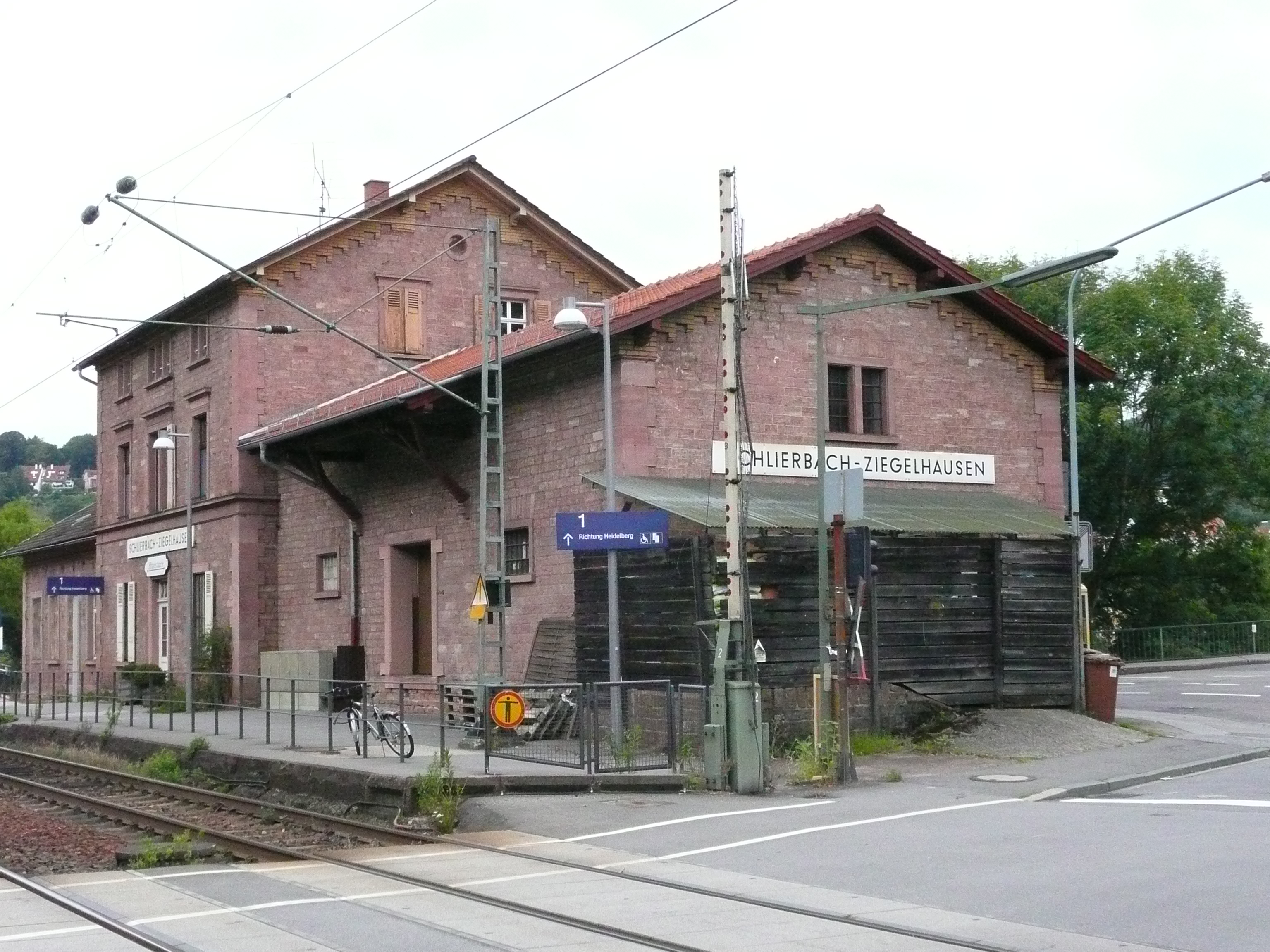
Bahnhof

## Verkehr
Schlierbach liegt an der Bundesstraße 37 und hat zwei S-Bahn-Haltepunkte (Heidelberg Schlierbach/Ziegelhausen sowie Heidelberg Orthopädische Klinik). Eine Neckarbrücke verbindet Schlierbach mit dem Stadtteil Ziegelhausen.

## Politik
Der Schlierbacher Bezirksbeirat setzt sich wie folgt zusammen:
| Partei/Liste       | 2019 |
| ------------------ | ---- |
| Grüne              | 4    |
| CDU                | 2    |
| Die Linke          | 1    |
| SPD                | 1    |
| „Die Heidelberger“ | 1    |
| FDP                | 1    |

## Persönlichkeiten
- Wilhelm Hahn (1909–1996), ein lutherischer Theologe und Politiker (CDU), von 1974 bis 1978 Kultusminister von Baden-Württemberg und von 1968 bis 1980 Mitglied des Landtags von Baden-Württemberg, wohnte in Schlierbach, wo er auch beerdigt wurde.